# Ekkehard Appl
Ekkehard Martin Appl (* 8. Juli 1960 in Weilburg) ist ein deutscher Jurist und seit 2002 Richter am Bundesgerichtshof.
Nach Abschluss seiner juristischen Ausbildung und Promotion sowie kurzer Tätigkeit als wissenschaftlicher Mitarbeiter der Justus-Liebig-Universität Gießen trat er im September 1990 in den höheren Justizdienst des Landes Hessen ein, wo er zweieinhalb Jahre als Proberichter beim Land- und Amtsgericht Limburg tätig war. Im März 1993 wurde Appl in den Geschäftsbereich des Thüringer Justizministeriums abgeordnet und war dort zunächst am Bezirksgericht Erfurt tätig. Während dieser Zeit wurde er zum Richter am Amtsgericht Limburg ernannt. Von Dezember 1994 bis Februar 1996 schloss sich eine Abordnung an das Thüringer Oberlandesgericht an, während derer er im März 1995 zum Vorsitzenden Richter am Landgericht Erfurt ernannt wurde. Dieses Amt übte er nach Ende der Abordnung ein Jahr lang aus, dann folgte von Juli 1997 bis November 1999 eine Abordnungen als wissenschaftlicher Mitarbeiter an den Bundesgerichtshof und anschließend von Dezember 1999 bis März 2001 eine weitere an das Thüringer Justizministerium. Danach war Appl bis zu seiner Ernennung zum Bundesrichter noch einmal anderthalb Jahre als Vorsitzender am Landgericht Erfurt tätig.
Am 2. Dezember 2002 wurde Appl zum Richter am Bundesgerichtshof ernannt und zunächst dem XI. Zivilsenat zugewiesen; zudem wurden ihm die Aufgaben des Ermittlungsrichters V übertragen.
Zum Jahr 2006 übernahm Appl die Aufgaben des Ermittlungsrichters VI und wechselte in den 2. Strafsenat. Seine Tätigkeit als Ermittlungsrichter endete im Jahr 2008; dem 2. Strafsenat gehört Appl bis heute an. In den Jahren 2014 bis 2023 war er dessen stellvertretender Vorsitzender.

## Veröffentlichungen
- Appl, Ekkehard: Die strafschärfende Verwertung von nach §§ 154, 154a StPO eingestellten Nebendelikten und ausgeschiedenen Tatteilen bei der Strafzumessung. Dissertation, Verlag Lang, Frankfurt am Main 1987, ISBN 3-8204-1097-X
- Meyer-Goßner, Lutz; Appl, Ekkehard: Die Urteile in Strafsachen sowie Beschlüsse und Protokoll der Hauptverhandlung. 28. Aufl., Verlag Vahlen, München 2008, ISBN 978-3-8006-3547-4